# Zurvanismus
Als Zurvanismus (oder Zervanismus) wird ein Zweig des Zoroastrismus bezeichnet, dem als Prinzip der Weltentwicklung „Zurvan“ zugrunde liegt. Der Begriff bezeichnet die zeitliche und räumliche Dimension des Kosmos. In der älteren Iranistik gab es bis in die 1960er Jahre systematische Annahmen einer zurvanistischen Konfession innerhalb des Zoroastrismus, während in der heutigen Forschung fast alle Elemente dieser Konstruktion in Frage gestellt werden.
Grundidee ist „Zurvan akarano“ (die unbegrenzte Zeit bzw. „unendliche Zeit“), deren die materielle Welt bestimmende „Entäußerung“ bzw. Emanation die „endliche“ oder begrenzte Zeit bzw. endliche Weltzeit (und Weltraum) ist. Im Zurvanismus sind die zoroastrischen Konzepte Ahura Mazda (Gutes, Licht, Weisheit, Wahrheit) und Angra Mainyu (Böses, Finsternis, Dummheit, Lüge, „Trug“; mittel- und neupersisch Ahriman) nicht nur gegensätzliche Prinzipien, sondern Kinder Zurvans und Zwillinge. Charakteristisch für den Zurvanismus war eine aus der babylonischen Astrologie stammende Äonenlehre, nach der der Kampf zwischen Gut und Böse einem festgelegten heilsgeschichtlichen Ablauf von dreimal (oder viermal) 3000 Jahren folgt. Dieses Merkmal ist in den zoroastrischen Überlieferungen aus dem 9./10. Jahrhundert gut belegt und fester Bestandteil der allgemein zoroastrischen Kosmogonie und Kosmologie des Bundahischn.

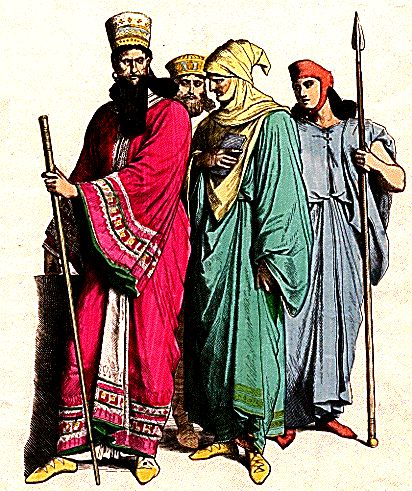
Ein adeliger Meder (links vorne) neben einem adeligen Perser (rechts vorne) in der Tracht seit 4. Jahrhundert v. Chr., hinten ein einfacher Perser und Meder der Zeit (Illustration aus Zur Geschichte der Kostüme von Braun & Schneider, 1861–1880 München)

Wahrscheinlich war der Zurvanismus in den Westgebieten des vorislamischen Irans dominierend (Medien, Persis, Ost-Kleinasien, sowie iranische Kolonien Mesopotamiens, Westkleinasiens und des Nahen Ostens), während der orthodoxe Zoroastrismus möglicherweise in den Ostgebieten dominierte (Parthien/Chorasan, Choresmien, zeitweise auch Baktrien, Sakistan und vielleicht Sogdien – hier aber seit dem 3. Jahrhundert n. Chr. neben starken Anhängerschaften des Mahayana-Buddhismus, des christlichen Nestorianismus und in Sogdien auch des Manichäismus). Der Zurvanismus betont ein Urprinzip der Welt und eine Prädestination (Vorsehung des Schicksals), der sich niemand entziehen kann. Der orthodoxe Zoroastrismus (in der Iranistik oft „Mazdaismus“ genannt, nach dem mittelpersischen Ausdruck mazda-yasna = Anbetung des Mazda) lehrte dagegen die individuelle ethische Glaubensentscheidung. Ein freier Wille also, Gutes oder Böses zu tun und die Konzepte der Sünde, der Sündenvergebung durch Beichte und Buße, wie auch die Bestrafung des Bösen im Jüngsten Gericht waren zentrale Bestandteile der Lehre und Ethik des mazdaistischen Zoroastrismus (der sich selbst auch veh-den = „Gute Religion“ nannte). Dagegen vertrat der zurvanistische Zoroastrismus offenbar durch Betonung des Schicksals in Zurvan, durch die Prädestination also, tendenziell eine gegenteilige Ethik.
Beide gemeinsam hatten einen starken Einfluss auf abrahamitische Religionen (Judentum, Christentum, Islam), auf griechisch-römische Philosophien wie die des logos, auf römische Mysterienkulte, auf die Gnosis und ihre Ableger (Manichäismus, Katharer usw.) und auf die islamische Philosophie, den schiitischen Islam und besonders einige schiitische Sekten, zum Beispiel die Qarmaten.
Der Zurvanismus war im spätantiken Sassanidenreich recht einflussreich. Schon in vorsassanidischer Zeit (vor 224 n. Chr.) dürfte sich der Zurvanismus in eine ästhetische Richtung (Dualität zwischen männlichen und weiblichen Prinzipien), eine fatalistische Richtung (absolute Betonung der Prädestination im Hinblick auf das Schicksal) und in eine materialistische Richtung (Verneinung alles Göttlichen außerhalb von Zeit und Raum bis hin zum Atheismus) gespalten haben. Der Zurvanismus neigte also zur nichtreligiösen mystischen Philosophie, die in der islamischen Philosophie fortlebte.

## Überlieferungslage des Zurvanismus
Nur wenig von der zurvanistischen Philosophie ist überliefert. Hauptquellen sind polemische Traktate armenischer und syrischer Christen, vor allem Eznik von Kolb und Märtyrerakten und griechisch-römische Autoren. Obwohl Andeutungen auch in einheimischen Quellen zu finden sind, kommen Beschreibungen der Zwillingsbrüder-Doktrin (siehe unten) oder Belege einer iranischen Vergöttlichung der „Zeit“ meist aus nicht-zoroastrischen Quellen. Im Zuge früher akademischer Studien des Zoroastrismus (16. Jahrhundert) trugen die Fremdquellen maßgeblich zum Verständnis des Zoroastrismus bei. Diese missverständliche Gleichsetzung des Zurvanismus mit dem allgemeinen Zoroastrismus setzte sich im westlichen Kulturkreis fort (u. a. wurden Duperrons Erkenntnisse über die Parsen, die Zoroastrier in Indien, abgelehnt) und, obwohl akademisch überholt, sie prägen bis heute das Allgemeinbild des Zoroastrismus. So behauptete sich die missverständliche Vorstellung, dass der Zoroastrismus zwei Götter (Ahura Mazda und Ahriman) habe. Der klassische Zoroastrismus hatte aber wohl in den meisten Zeiten nach Zarathustras Wirken viele Göttergestalten beibehalten, während die heutige Religion der Parsen eine starke Dominanz des Ahura Mazda (neupersisch Hormuz) gegenüber Ahriman lehrt und die Göttlichkeit anderer Gestalten relativiert, was auch das Avesta mehrheitlich lehrte. Also ist der reine Zoroastrismus eher monotheistisch oder henotheistisch. Von Thomas Hyde ausgehend verbreitete sich auch das Missverständnis, der zoroastrische Glaube sei allgemein eine monistische Religion, was auf den Zurvanismus, aber nicht auf den Mazdaismus zutrifft.
Die älteste eindeutige Beschreibung zurvanistischer Lehren findet sich in Eudemos' von Rhodos (ca. 370–300 v. Chr.) Geschichte der Theologie, die nur in Zitaten bei Damascius’ Probleme und Lösungen der Ersten Prinzipien (6. Jahrhundert n. Chr.) erhalten ist. Dort wird Zurvan als Vater von Ohrmuzd (mpers. für Ahura Mazda) und Ahriman beschrieben und als Prinzip von Zeit und Raum. Spätere christlichen Quellen beschreiben volkstümlichere, weniger philosophisch-abstrakte Formen des Zurvanismus. Unter anderem wird dort zurvan akarano als anthropomorphe androgyne Göttergestalt beschrieben. Dagegen wird die endliche Weltzeit (und der Weltraum) Zurvan auch hier als abstraktes und (über die vorgestellte Identität von Mikro- und Makrokosmos, von Atomen und Weltraum) schicksalsbestimmendes Prinzip dargestellt.
In iranischen Manuskripten sind Reste zurvanistischer Lehren erst in Texten der zoroastrischen Tradition aus dem 9.–11. Jahrhundert zu finden, als Iran schon weitgehend islamisiert war. Selbst unter diesen Schriften sind die Indizien eher indirekt, es gibt kaum eindeutige Erwähnungen Zurvans oder der Zwillingsbrüder-Doktrin. Hinweise gibt es im Sch(i)kand- gumanig- vichar/vuzurg („Zweifelzerstreuende Erklärung“, 9. Jahrhundert), einem Belehrungsbuch für junge Erwachsene. Eine Erklärung im Denkard („Akten der Religion“, 9. Jahrhundert) über das Gebet Yasna 30.3 (auf dem der Zurvanismus beruht) lehrt in scharfer Abgrenzung die „Unabhängigkeit von Licht und Dunkelheit“ und lässt schlussfolgern, dass einige Zoroastrier (wohl die Zurvanisten) anders über diesen Vers dachten. Eher zurvanistisch ist die Kosmologie der Wizidagīhā-ī Zātspram („Auswahlen des Zatspram“), die eine Jenseitsreise der Seele mit kosmologischen und astrologischen Theorien schildert. Das Dadestan-i denig („Religiöse Entscheidungen“), eine Schrift des Manuschtschihr (eines älteren Bruders Zatsprams) ist dagegen eine schnörkellose Beschreibung der Vorgänge nach dem Tod. Es ist ein Briefverkehr der Brüder erhalten, in dem Manuschtschihr dem Zatspram Vorwürfe für sein abweichendes Werk macht. Eine Stelle im Menog-i Kh(i)rad („Übersinnliche Weisheit“, einige Iranisten betrachteten dieses Werk als eher zurvanistisch) scheint ein Hinweis auf Zurvan zu sein, könnte aber im Kontext nur „unendliche Zeit“ bedeuten. Die verbreitete Forschungsmeinung ist, dass letzte Hinweise auf den Zurvanismus aus dem 10. Jahrhundert stammen. Diese Meinung stützt sich auf die Annahme, dass das neupersische Olema-i Islam („[Antworten an die] Gelehrten des Islam“) aus dem 7./8. Jahrhundert stammt. Sollte dieses Kurzwerk aus dem 13. Jahrhundert stammen (was auch möglich ist), dann ist es das jüngste Werk, das – in diesem Fall sehr deutliche – zurvanistische Lehren vertritt.
Während in griechischen Quellen ein allgemeiner Zurvanismus, in christlichen Quellen ein naiver, volkstümlicher Zurvanismus und in eher zurvanistischen Quellen ein systematischer Zurvanismus beschrieben wird, finden sich im Koran, in vor- und frühislamischer Zeit Beschreibungen philosophisch-atheistisch-materialistischer und fatalistischer Formen des Zurvanismus.

## Historische Entwicklung des Zurvanismus

### Ursprung und Ausbreitung
Die Ursprünge des Zurvanismus wurden in der Iranistik kontrovers diskutiert.
Einige Forscher vermuteten vorzoroastrische und voriranische Wurzeln. In der Religion der Hurriter in Südostanatolien gibt es ein archäologisch häufig nachweisbares Motiv eines dreieckigen Berggottes, der Zwillinge gebiert. In archäologischen Ausgrabungen von Hasanlu fand man die Trümmer eines Palastes (12.–10. Jahrhundert v. Chr.) der voriranischen Mannäer, der von Eroberern geplündert und gleichzeitig angezündet wurde. Dort fand man unter Leichen iranischer (?) und mannäischer Krieger eine Goldschale, die wahrscheinlich das mannäische Pantheon abbildet, darunter ein Berggott, der Zwillinge gebiert, was eine religiöse, vielleicht auch sprachliche und kulturelle Nähe der Mannäer zu den Hurritern vermuten lässt. In Luristan fand man eine iranische Silberplatte aus dem 10. – 8. Jahrhundert v. Chr., auf denen Magier mit ihren typischen Barsom-Zweigen einen ähnlichen Gott (Zurvan?) anbeten, der Zwillinge gebiert. Die hurritischen Keilschrifttafeln von Nuzi erwähnen mehrfach einen Gott, der za-ar-va, zar-var-an, meistens aber za-ar-van hieß. Das könnte aber Zufall sein, denn mpers. zrvan bezeichnet die Zeit auch allgemein.
Eine zweite Forschungsmeinung der älteren Iranistik begründete die Hypothese, dass der Zurvanismus von Anfang an eine aus der Interpretation des Avesta, der zentralen heiligen Lehre des Zoroastrismus, hervorgegangene zoroastrische Konfession sei. Ihre Grundlage sei der Avesta-Abschnitt Yasna 30, in dem Ahura Mazda und Ahriman als „Zwillinge“ bezeichnet wurden. Besonders in Yasna 30.3:
Nun die beiden ersten Geister, die sich selbst in Visionen als Zwillinge offenbarten, sind das Bessere und das Böse, im Denken und im Wort und im Handeln. Und zwischen diesen beiden erwählte der Weise (der Rechtmeinende) das Rechte, die Torheit dagegen weniger.
Allerdings ist dieser dunkle Text mehrdeutig übersetzbar. Es wurde aber darauf hingewiesen, dass schon in den Upanishaden und in der frühen indischen Philosophie Raum und Zeit das Rohmaterial der Weltschöpfung und des Weltaufbaues waren, die Ideen dürften also älterer indoarisch-iranischer Herkunft sein. Auch das Avesta kennt die Vorstellungen von Raum und Zeit. In Yasna 72.10 wird die Zeit in einer Gruppe von Prinzipien neben Raum und Luft erwähnt. Yascht 13.56 predigt, dass die Zeit die Pflanzen nach dem Willen Ahura Mazdas und der Amescha Spentas wachsen lässt. Nach Zaehner war die zurvanistische Konfession zwar berechtigt, aber eher heterodox, während der orthodoxe Mazdaismus der Mehrheit der Lehren des Avesta entsprach. Diese Zuordnung des Zoroastrismus, in dem Zurvan eine untergeordnete Rolle spielt, als „orthodox“ („rechtgläubig“ im Sinne der ursprünglichen Lehre) und des in Fremdquellen beschriebenen monistischen Zurvanismus als „häretisch“ haben einige jüngere Forscher, zum Beispiel Michael Stausberg, als nicht objektiv kritisiert. Jedenfalls war zrvan akarano in erhaltenen Teilen des Avesta selten, und sie machen nicht den Eindruck, dass ein ursprüngliches Prinzip der gesamten Weltexistenz – wie im Zurvanismus – existieren soll.
Nach einer dritten Forschungshypothese ist der Zurvanismus ein synkretistisches Produkt der Begegnung des Zoroastrismus mit der babylonischen, später der griechischen Religion. Unstrittig ist, dass der starke astrologische Einschlag des Zurvanismus mit einem nachgewiesenen Kult um die zwölf Tierkreiszeichen babylonisch-assyrischer Herkunft ist. Auch stammt wohl der Glaube an die Allmacht des Schicksals (mit dem Zurvan oft gleichgesetzt wurde) aus diesem Kulturkreis. Dagegen waren Raum und Zeit dort keine nachweisbaren Vorstellungen. Ob die Lehre nicht-körperlich symbolisierbarer Prinzipien iranisch-medischer oder griechischer (Logos-Prinzip) Herkunft war, ist umstritten. Sie scheint aber in Westiran älter zu sein.
Einige Forschungsmeinungen lehnen alle drei Hypothesen zu den Ursprüngen des Zurvanismus als zu spekulativ ab.

### Niedergang und Untergang
Nach Untergang des Sassanidenreiches wurde der Zurvanismus bis zum 10. (max. 13.) Jhd. verdrängt. Die verbleibenden Zoroastrier kehrten zum Mazdaismus zurück, der in den Gathas, die auf Zarathustra selbst zurückgehen, in den Grundlagen beschrieben wurde. Er blieb die einzige überlebende Form des Zoroastrismus. Warum der Zurvanismus verschwand, war Gegenstand wissenschaftlicher Debatten.
Arthur Christensen, einer der ersten Befürworter der These, dass der Zurvanismus die Religion der persischen „Staatskirche“ war (in der neueren Forschung wird allerdings stark bezweifelt, dass es eine regelrechte Staatskirche im Sassanidenreich gegeben hat) meinte, dass diese Umformung Antwort auf die Autorität des Islam war, der einen reinen Monotheismus (arab. tauhīd) und „Schriften“ forderte, was eine Verschriftlichung der rudimentär erhaltenen Teile des Avesta und eine Zurückdrängung der Macht des Ahriman zur Macht des Ahura Mazda erklären würde, aber nicht die Marginalisierung des Zurvan gegenüber Ahura Mazda.
Robert Charles Zaehner meinte dagegen, dass die iranische Priesterschaft eine strikte Orthodoxie gehabt haben dürfte, die wenig tolerierte. Darüber hinaus interpretierte sie die Botschaft des Propheten (Zarathustra) so dualistisch, dass ihr Gott (Ahura Mazda) kaum allmächtig und allwissend war. Aus diesem Grund formten sie eine so absolut dualistische Machterscheinung aus weniger intellektueller Sicht, die nicht den Anschein eines wirklichen Monotheismus machte noch mystische Elemente über den inneren Zusammenhang (der Welt und) des Lebens hatte. Henrik Samuel Nyberg, Geo Widengren, Burchard Brentjes und andere vermuteten, dass spätestens unter Chosrau II. eine redaktionelle Tilgung zurvanistischer Vorstellungen zum Dualismus stattfand, der erst in islamischer Zeit einem tendenziellen Monotheismus wich.

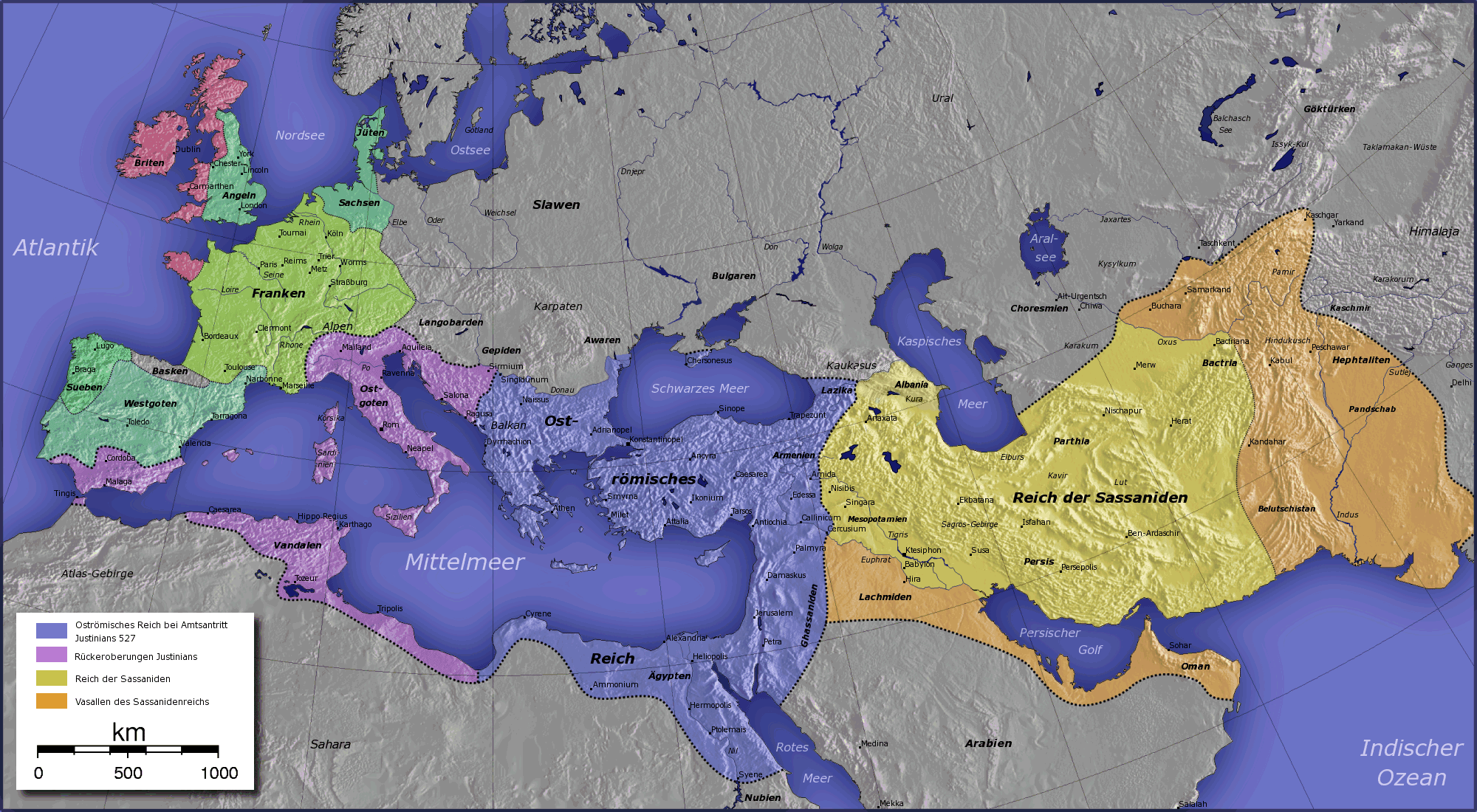
Das Sassanidenreich und die spätantike Mittelmeerwelt im 6. Jahrhundert n. Chr. mit einigen iranischen Regionen. Ergänzungen: Nördlich von Baktrien liegt Sogdien, südlich davon Sistan; südlich des Kaspischen Meeres liegt Medien, dessen Westteil das vormals unabhängige Atropatene bildet. Choresmien war wahrscheinlich ein unabhängiges Reich.

Eine heute eher anerkannte Erklärung vertrat Mary Boyce, die eine regionale Trennung von Zurvanismus und Mazdaismus befürwortete (siehe oben). Archäologische Ausgrabungen zeigen, dass in Zentral- und Ostiran schon früh zoroastrische Feuertempel dominierten. Auch manichäische Märtyrerakten lassen vermuten, dass wenigstens Parthien ein Zentralgebiet des Mazdaismus war. Das würde auch die Nähe babylonischer und griechischer Vorstellungen zum Zurvanismus erklären. Das würde den frühen Untergang des Zurvanismus erklären, da der Westen bis zum 10. Jahrhundert weitgehend islamisiert war, während der Osten bis zum 10. Jahrhundert mehrheitlich zoroastrisch und buddhistisch blieb und erst danach mehrheitlich islamisiert wurde. Es könnte auch erklären, warum westliche – syrische, armenische, griechische und römische Quellen – immer zurvanistische Auslegungen erwähnen, während heute nur mazdaistische Konfessionen existieren. In archäologisch erhaltenen Aufzählungen von heiligen Prinzipien aus Parthien, Baktrien, Sistan und Choresmien gibt es keinen Zurvan. In Atropatene, Armenien, Fars und auch Sogdien wird er häufig erwähnt. Die zoroastrische Religion Sogdiens ist nicht mehr rekonstruierbar.

## Der klassische Zurvanismus und die Lehren der Magier

### Die Zwillingsbrüder-Doktrin
Wie erwähnt, war das Dogma, Ohrmazd und Ahriman seien Zwillinge in der Schöpfung des mächtigeren und ursprünglicheren Prinzips Zurvan, eine Grundüberzeugung der Zurvanisten. Als erster beschrieb Eudemos von Rhodos diese Doktrin so:
Die Magier und das ganze arische Geschlecht nennen das Ganze, aus dem ein guter und ein böser Geist – und nach einigen vorher das Licht und die Finsternis – abgesondert (wurde), teils Ort (Raum), teils Zeit.
Einige Jahrhunderte später beschrieb Eznik von Kolb in seinem Hauptkapitel „Wider die Zurvaniten“ die Doktrin in einer volkstümlicheren, legendenhaften Form:
Bevor irgend etwas existierte, sagen sie, weder Himmel noch Erde noch Geschöpfe, die im Himmel und auf Erden sind, war einer, namens Zurvan, was Schicksal oder Glücksglanz (Chwarma) bedeutet. Tausend Jahre verrichtete er Opfer, dass ihm ein Sohn würde namens Hormizd, der den Himmel und die Erde und alles, was in ihnen ist, erschaffen sollte. Nach tausend Jahren des Opferns setzte sich Zurvan nieder, um nachzudenken. Er sagte: „Wozu soll das Opfer, das ich verrichte, eigentlich nutzen? …“ Und während er dies überdachte, wurden Hormizd und Ahriman im Mutterschoß empfangen: Hormizd infolge des Opferverrichtens und Ahriman infolge des Zweifels daran.
Zum Ausgleich erklärte Zurvan, der erstgeborene Zwilling solle die Schöpfung übernehmen. Als Ahriman den Eid hörte, bohrte er sich durch die Bauchdecke und wurde Erstgeborener. Danach setzte Zurvan einen „Vertrag“ zwischen die Zwillinge: Hormizd schuf das Himmelreich, danach die materielle Welt, Ahriman dagegen die Unterwelt des Bösen und der Dämonen. Im dritten 3000-Jahre-Zeitalter bricht die Unterwelt in die irdische Welt ein und besiegt die Urschöpfung. Gayomarth, der Urmensch ruft Hormizd zu Hilfe. Danach beginnt das Zeitalter der Erlösung, an dessen Ende der Sieg der Welt des Hormizd über die angreifende Welt des Ahriman nach dem „Vertrag“ Zurvans stehen soll. Soweit die polemische Version Ezniks.
Die in Yasna 30.3 erwähnte größere Erwähltheit des Guten wird hier in ihren Ursachen plastisch begründet. Zurvans Zweifel waren die Ursache der Entstehung des Bösen. Um seine Macht zu begrenzen, übergab er ihm die Unterwelt und die Macht, im dritten Weltzeitalter ins Diesseits einzubrechen. Am Ende aber wird das Gute siegen und das Böse vernichtet werden. Die nach Zurvans Vertrag begrenzte Zeit des Kampfes der beiden wurde in anderen Quellen auch als Entäußerung Zurvans in der begrenzten Weltzeit beschrieben, u. a. von dem iranisch-muslimischen Sektenbeschreiber Schahristani, der diese Lehre vom muslimischen Standpunkt aus mit scharfen Worten („idiotisch“, „Unsinn“, „Absurditäten“) ablehnt, weil sie nicht „empfindsam“ genug sei, um die „Erhabenheit“ Gottes zu kennen.
Nach den Angaben armenisch-, syrisch- und griechisch-christlicher und muslimischer Beschreiber gab es verschiedene Varianten des zurvanistischen Grundmythos. Eine abweichende Strömung scheint geglaubt zu haben, dass sich der unendliche Zurvan niemals in einer endlichen Weltzeit beschränkt habe, eine andere, dass er sich nach Erschaffung der Welt vollkommen aus dem direkten Eingreifen in das Weltgeschehen zurückgezogen habe. Eine Strömung scheint geglaubt zu haben, dass sich Zurvan vor dem Empfangen von Ohrmazd und Ahriman zuerst in ein weibliches und ein männliches Wesen spaltete.

### Zurvan
Um die Allmacht der Zeit im Kosmos zu lehren, findet sich im eigentlich eher mazdaistischen Bundahischn ein offenbar älteres, eher zurvanistisches Lehrgedicht:
Die Zeit ist mächtiger als die beiden Schöpfungen…/ Die Zeit misst Werk und Gesetz./ Die Zeit ist reicher als die Begüterten…/ Die Zeit weiß mehr als der Wohlunterrichtete…/ Durch die Zeit wird das Haus gestürzt./ Durch das von der Zeit bestimmte Geschick wird der Geschmückte zunichte./ Der Mensch kann sich vor ihr nicht retten…/ nicht, wenn er nach oben fährt,/ nicht, wenn er sich in einem Brunnen vergräbt,/ nicht, wenn er sich ins Innere der Erde begibt.
Die Zurvanisten hatten also wohl die Tendenz, die Allwissenheit, die die Mazdaisten Ahura Mazda zuschrieben, auf Zurvan zu übertragen.

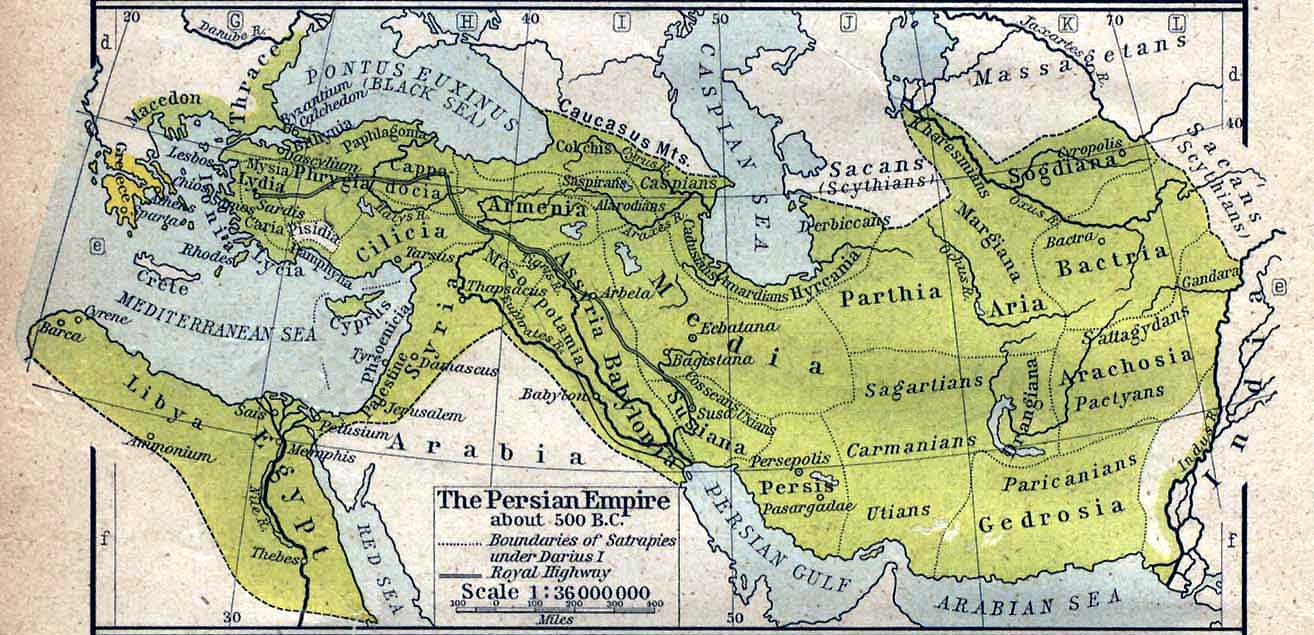
Ausdehnung des altpersischen Achämenidenreiches, (Drangiana ist das spätere Sakistan, heute Sistan)

Das stereotype Attribut „der Allmächtige“ bezeichnete offenbar ebenfalls Zurvan. „Der Heilige Geist“ meinte wahrscheinlich Ahura Mazda, vielleicht Zurvan als erstes Prinzip oder das Bündnis beider durch die größere Auserwähltheit des Guten. Das ist umstritten und lässt sich kaum definitiv klären. Der Ausdruck hat aber eine große Nähe zu dem Begriff der Gathas „Spenta Mainyu“ (Schöpfer-/ „spendender“ guter usw. Geist), der in jüngeren Teilen des Avesta mit Ahura Mazda gleichgesetzt wird. Es wurde auch vermutet, dass die Formeln „Vater der Größe“ und „Gott-Vater“ Zurvan meinen (vgl. Trinität). Allerdings kommen die ersten beiden Begriffe meist in späten iranischen Quellen vor, die letzten beiden in nahöstlichen, außeriranischen und manichäischen Quellen seit dem 1. Jahrhundert n. Chr. Ältere Iranisten meinten, dass diese Vorstellungen im Zurvanismus sehr alt sind und schon in achämenidischer Zeit auf den Nahen Osten ausstrahlten, wo sie, wie zum Beispiel Widengren schreibt, „bald restlos akzeptiert wurden“. Sie begründeten das mit den innerlich schlüssigen Zusammenhängen dieser Konzepte auf der Basis iranischer Vorstellungen. Als Indiz arbeitete Widengren heraus, dass es damals einen breiten Strom iranischer Lehnwörter des religiös-mythischen und politischen Bereichs in die Sprachen des Nahen Ostens und ins Griechische gab, aber wenig feststellbare Beeinflussung in umgekehrter Richtung. Einige zeitgenössische Historiker (Josef Wiesehöfer, Klaus Schippmann) sehen diese Beeinflussungs-These als plausibel an. Jüngere Iranisten kritisierten, dass diese Hypothesen an den (spärlichen) Quellen nicht beweisbar seien. Es bleibt also vorerst offen, ob alle diese Vorstellungen aus dem Zurvanismus stammen oder ob auch nahöstliche Traditionen einflossen und vielleicht den Zurvanismus selbst beeinflussten.
Zur Ikonografie Zurvans melden die Quellen Widersprüchliches. In selteneren Fällen wird er körperlich dargestellt und beschrieben, meist aber abstrakt. Ältere Forscher vermuteten deshalb, die Zurvanisten hätten sich zrvan akarano körperlich vorgestellt, das Prinzip des Weltraums und der Weltzeit dagegen als so abstrakt, dass Symbolisierungen nicht versucht wurden. Es kann aber auch Gegensätze zwischen den Lehren der Priesterschaft und volkstümlichen Vorstellungen gegeben haben. Einige Forscher argumentieren, dass sich die Vorstellung Zurvans durch wechselnde Kultureinflüsse geändert hätten. In achämenidischer Zeit versuchten die Iraner (wohl inspiriert von animistischen Empfindungen frühiranischer Nomaden, die auch die Vorstellungen des Avesta prägen) nicht, Prinzipien bildlich darzustellen. Selbst Bildnisse der weiter verehrten altiranischen Volksgötter waren selten, während es künstlerisch hochentwickelte Darstellungen von Pflanzen, Tieren und Menschen gab. Nach Eroberung des Reiches durch Alexander den Großen entstand aber im Hellenismus eine Tradition bildlicher Darstellungen, meist der alten Volksgötter, die in Ostiran und in Armenien am längsten anhielt. Im Zuge der früh-sassanidischen (pa)zend-Bewegung, die die alten Lehren ins Mittelpersische übersetzte und systematisierte, wurde diese Tradition in West- und Zentraliran aber weitgehend beseitigt und wahrscheinlich ikonoklastisch bekämpft. Im 19. Jahrhundert stellte Franz Cumont die These auf, dass die erst in nachhellenistischer Zeit aufkommende griechische Verehrung des Aion die griechische Adaptation des Zurvan sei. Diese These wird aber z. T. als unbelegt abgelehnt. Viele Forscher glauben heute eher, dass es zu Vermischungen von Vorstellungen des Zurvan mit älteren griechischen, vorher aber marginalen Vorstellungen der Orphiker und des Chronos kam.
In späten (halb)zurvanistischen Quellen finden sich formelhafte Beschreibungen der abstrakten Eigenschaften Zurvans. Oft galt er als „der Viergestaltige“ aus Ahura Mazda, Weisheit, Güte und Religion oder aus Zeit, Raum, Schicksal und Gerechtigkeit. In einigen Beschreibungen war er dreigestaltig. So in der häufigen Formel „der war, ist und immer sein wird“, was die Vergangenheit, Gegenwart und Zukunft beschreibt. Ebenso überliefert sind die drei Eigenschaften Leidenschaftslosigkeit, Sichzurückziehen und Unanfechtbarkeit. Überliefert ist auch die Formel vom „Auge Zurvan“, die vielleicht seine wachende Allwissenheit umschreibt. Im Mazdaismus gibt es die Formel vom „Auge des Ohrmazd“ (mittelpersisch für Ahura Mazda), die seine stets beobachtende Allwissenheit meint.
Eine weitere Dreigestalt bildeten nach syrischen Quellen die drei überlieferten hypostasierten zoroastrischen Prinzipien aschoqar, fraschoqar und zaroqar. Das erste bedeutet „Schaffend/Viril/Männlich-Machendes“, das zweite „Glänzend/Weiblich/Gebärend-Machendes“, das dritte „Todgeweiht/Alt-Machendes“. Nach Widengren und Zaehner stammen diese Aspekte zyklischen Lebens aus dem Zurvanismus und meinten ursprünglich das erste, zweite und dritte Jahrtausend eines Äon, weil sie zeitlich sind. Der heutige Mazdaismus interpretiert sie eher „psychologisch“.
Es gibt keinen Beweis, dass Zurvan von den Iranern selbst als yazata („Verehrungswürdiger“ = Gott oder Heiliger) verehrt wurde oder dass es einen Kult gab. Daher wurde vermutet, die Zurvanisten oder ein Großteil von ihnen hätten Zurvans Eigenschaften als zu allgemein und fern betrachtet, als dass ein Kult sinnvoll gewesen wäre. Man kann das aber nicht endgültig wissen, weil man die Kultpraxis der Iraner nur ansatzweise kennt. Ahura Mazda wurde von Mazdaisten und sicher auch von Zurvanisten angebetet. Der Ausdruck mazdayasna = Anbetung des Mazda bezeichnete nach Boyce in sassanidischer Zeit den Zoroastrismus allgemein, es ist deshalb unklar, ob er in verschiedenen Regionen und Epochen monotheistisch, henotheistisch, dualistisch oder polytheistisch war. Bekannt ist der Kult für Anahita in Istachr, dem die Herrscherfamilie des Sassanidenreiches nahestand, die ursprünglich selbst Priester der Anahita waren. Man kennt kleinere Kulte um weniger wichtige yazatas. Welche Kulte es darüber hinaus gab, ist unbekannt.

### Zurvanismus, Mazdaismus und Magierlehrschulen

#### Zurvanisten, Mazdaisten und Magierpriester
Ob Mazdaisten und Zurvanisten Strömungen derselben Religion waren oder getrennte Priesterschaften, wurde diskutiert und ist bis heute nicht eindeutig zu klären. Wegen oft gemeinsamer Erwähnung der Magier und zurvanistischer Ideen und der von Herodot angegebenen medischen Herkunft dieser Priesterschicht waren viele ältere Forscher der Meinung, der Zurvanismus sei die eigentliche Lehre der Magier. Seit Ende der 1960er Jahre ist die Forschung vorsichtiger. Die Magier waren nach Herodots Angaben ursprünglich ein Teil(stamm) der Meder, der schon zur achämenidischen Zeit bis nach Westkleinasien, Armenien, Syrien, Samaria, sogar Ägypten und Indien siedelte. Herodots Angaben ihrer Verbreitung scheinen zum Teil übertrieben. Wohl schon in dieser Zeit vertraten sie systematisierte Lehren und waren auch ethische Richter der Gläubigen. Einige der Magier- (oder Iraner-) Kolonien scheinen im Nahen Osten fast 800 Jahre vom Ende des Achämenidenreiches (um 330 v. Chr.) bis zur Christianisierung (nach 400 n. Chr.) stabil geblieben und durch ihre Umwelt beeinflusst worden zu sein. Ab Kartir scheinen sie im Sassanidenreich eine reichsweite Kaste mit strikter Endogamie zu werden (vielleicht andere Priester integrierend, zum Beispiel die Herbade der Persis). Das bedeutet nicht automatisch, sie hätten eine einheitliche, dogmatisierte Lehre vertreten. Noch die zoroastristischen Werke des 9.–11. Jahrhunderts, ob eher mazdaistisch oder eher zurvanistisch, haben deutliche Probleme, die Lehren klar zu trennen.
Dagegen haben die eher mazdaistischen Werke kein Problem, die Lehren der zandiki (siehe unten), der Manichäer und die Zwillingsbrüderdoktrin abzulehnen. Ältere Forscher vermuteten deshalb, es hätte noch zur Zeit der staatstragenden oder staatsnahen Religion, also in spätsassanidischer Zeit, einen Bruch der Mazdaisten mit den Zurvanisten gegeben, ohne sie aber erfolgreich beseitigen zu können. Die Universalgeschichte des at-Tabarī, eine wertvolle Quelle des Sassanidenreiches, sagt, dass es unter Chosrau I. und Chosrau II. grundlegende religiöse Reformen gab. Man vermutete früher, dass diese Sassaniden sich dem Mazdaismus zuwandten und den Zurvanismus ablehnten. Eine alte historisch-kritische Schule glaubte sogar, Chosrau I. und Chosrau II. hätten den Mazdaismus erfunden. Das ist aber falsch, denn schon 100 Jahre vor Chosrau I. schrieb Eznik von Kolb, die Zoroastrier hätten sich in verschiedene Sekten aufgeteilt. Einige glaubten an drei ursprüngliche Geister – das Gute, das Gerechte (= Zurvan) und das Böse, andere dagegen an zwei. Eine dritte Strömung soll nach Eznik an sieben ursprüngliche Geister geglaubt haben, sie ist nicht mehr rekonstruierbar. (Zaehner hat drei denkbare Möglichkeiten aufgezählt: die sieben „Erzengel“ des Zoroastrismus, also Ahura Mazda und die Amescha Spentas, die sieben „Planeten“ – Sonne, Mond und fünf bekannte Planeten, die Kulte der sieben sassanidischen Reichsfeuer). Weil hier und in vielen anderen Quellen von pluralen Sekten die Rede ist, glaubt die Mehrheit der Iranisten heute, dass der Zoroastrismus in dieser Zeit ein Konglomerat regionaler Volkskulte, Sekten und Lehrschulen, teilweise zurvanistisch, teilweise mazdaistisch usw., gewesen sei. Die mazdaistische Seite achtete darauf, dass der Gut-Böse-Gegensatz und die daraus folgenden ethischen Konsequenzen nicht zu sehr verwässert wurden. Mit dem Aufkommen immer philosophischerer Welterklärungen bei den Zurvanisten, mit der Entstehung des Manichäismus, der zurvanistischen Lehren nahestand, aber als Rivale verfolgt wurde, weil er das Ziel hatte, mit seiner synkretistischen Lehre alle anderen Religionen zu beseitigen, schließlich mit der Entstehung der materialistischen und fatalistischen Zurvanisten reagierten die Mazdaisten zunehmend intolerant auf den Zurvanismus allgemein. Damit ist es aber wieder fraglich, ob sich Chosrau I. und Chosrau II. wirklich dem Mazdaismus zuwandten. Weil es keine Zeugnisse gibt, welche Priesterschaft im östlichen Iran den Zoroastrismus vertrat, geht man heute von einer mazdaistischen Fraktion der Magier aus.

#### Zuordnung sassanidischer Persönlichkeiten

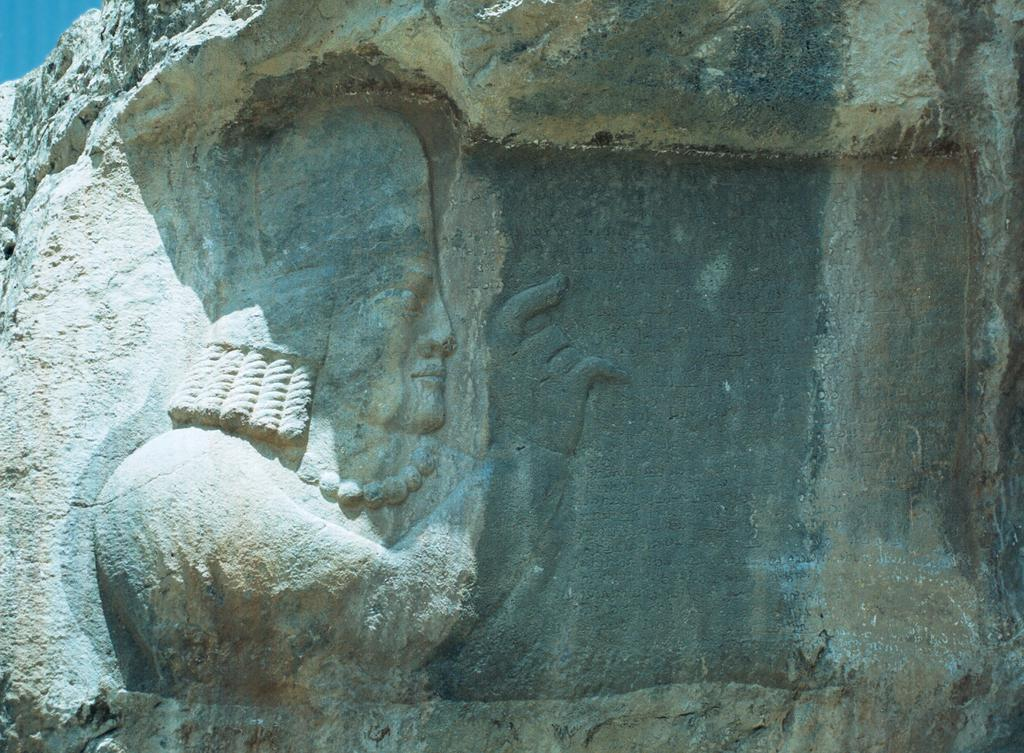
Bildnis Kartirs auf seiner Inschrift von Naqsch-e Radschab

Auch Kartir spricht von der „mazdayasna, weise glaubend – wie anders“. Die Wortwahl ließ einige Forscher vermuten, dass er Mazdaist gewesen sei. Andere deuteten die schwer verständlichen Worte von Naqsch-e Radschab so, dass er ein Ganzes hinter den Vorgängen sehe. Auffällig ist, dass dieser grundlegende Religionsreformer und -organisator in der heutigen zoroastrischen Tradition mit keinem Wort erwähnt wird. Er scheint also später verworfene theologische Standpunkte gehabt zu haben, ob zurvanistisch oder abweichend mazdaistisch, ist umstritten.
Eine dagegen recht deutlich dem Zurvanismus zugeneigte Persönlichkeit ist der sassanidische Wuzurg-Framadar Mihr-Narseh. Er hatte versucht, das christianisierte Armenien (genauer: Persarmenien) mit friedlichen Edikten zur Mission des Hochadels für den Zoroastrismus zurückzugewinnen. Die Iraner betrachteten nach vielen Angaben Armenien und Transkaukasien wohl aus kulturellen und sprachlichen Gründen als Teile Irans (Armenisch hat fast 60 % Lehnworte aus iranischen Sprachen, meist aus dem Parthischen). Vor der Christianisierung waren diese Regionen in irgendeiner Form zoroastrisch, wie Funde von Feuertempeln, z. T. unter alten Kirchen, beweisen. Aus verschiedenen Indizien der Ikonografie und der Folklore ist es wahrscheinlich, dass Armenien eher zurvanistisch war. Mihr-Narsehs Missionsversuche veranlassten nicht nur Bischof Eznik von Kolb, sondern auch die armenischen Bischöfe Lazar und Elische zu Entgegnungen, die sich mit zurvanistischen Sichtweisen beschäftigten. Offensichtlich war Mihr-Narseh und wahrscheinlich auch Großkönig Yazdegerd II. zurvanistisch. Das Denkard erwähnt einen Priester mit dem Namen von Mihr-Narsehs Sohn Zurvandad und bezeichnet ihn als Häretiker. Elische war vor seiner Konversion zum Christentum ein Großmagier, der „alle Lehren“ (des Zoroastrismus) kannte, die in sechs Namen erwähnt werden. Zwei bedeuten „persische Religion“ und „parthische Religion“, die anderen vier sind umstritten. Mihr-Narseh kommt zwar in späteren zoroastrischen Werken nicht vor, aber at-Tabarī, al-Masʿūdī und ein weiterer muslimischer Historiker beschreiben ihn als den intelligentesten, gerechtesten, kultiviertesten und friedliebendsten Großwesir der Geschichte. Letztlich war seine Politik aber erfolglos, denn sie verursachte den Aufstand des Wardan Mamikonjan aus der armenischen Hochadelsfamilie der Mamikonjan, dem sich auch mesopotamische Nestorianer anschlossen.
Die zoroastrische und iranische Tradition beschreibt weitere religiöse Reformer, deren Zuordnung zur mazdaistischen und zurvanistischen Seite nicht so klar zu bestimmen ist, wie es ältere Forscher versuchten. Zur Zeit des ersten Sassaniden Ardaschir I. wirkte ein Großherbad Tansar, der zahlreiche Feuertempel errichtete. Masudi schreibt, dass er ein Anhänger der Philosophie Platons war. Wenn das stimmt, war er kein antihellenistischer „orthodoxer“ Zoroastrier. Schapur I. vereinte dann Zoroastrismus und Philosophie (s. unten). In der folgenden Zeit des Kartir kam es zu Verfolgungen abweichender Sekten und religiöser Minderheiten. Diese Kooperation des Staates und der zoroastrischen Magier scheint aber unter Schah Narseh wieder aufzuhören. Unter Schapur II. kam es erneut zu Verfolgungen, vor allem von Christen, obwohl die Quellen übereinstimmend berichten, dass dieser Herrscher religiös tolerant eingestellt gewesen sei. Die Erhebung des Christentums zur Staatsreligion im Römischen Reich machte ihm einheimische Christen politisch verdächtig, mit dem Hauptfeind im Westen zu kooperieren. Der mit den Untersuchungen beauftragte Großmagier Adurbad, Sohn des Mahraspand, scheint den Freiraum aber auch zu Verfolgungen anderer Religionen und Sekten genutzt zu haben. Danach folgte eine lange religiös tolerante Phase, in der auch der offenbar zurvanistische Großwesir Mihr-Narseh regierte. Die tolerante Politik mündete aber in der Zeit von Schah Kavadh I. in religiöse Unruhen, die den Staat selbst gefährdeten. Einige Wissenschaftler stellten die These auf, die beschriebenen rebellischen „Mazdakiten“ der Zeit seien eher ein Sammelbegriff für abweichende zoroastrische Sekten, unter denen die eigentlichen sozialrevolutionären Mazdakiten nur ein Teil waren. Jedenfalls musste Chosrau I. den Zoroastrismus in irgendeiner Form vereinheitlichen. Über ihn schrieb das Denkard, er habe „dem Rechten in der Religion Geltung verschafft“. Über Chosrau II. schreibt at-Tabarī, dass er unter anderem ein Kopfsteuersystem für religiöse Minderheiten einführte. Ein Teil der älteren Forschung schlussfolgerte daraus, es habe einen toleranten Zurvanismus neben einem eher intoleranten Mazdaismus gegeben. Tansar, Schapur I., Schapur II., Mihr-Narseh und Yezdegerd I. und II. seien Zurvanisten gewesen, Kartir, Adurbad und die beiden Chosraus dagegen Mazdaisten. Eindeutig bewiesen ist keine dieser Einordnungen, sie sind nur eher plausibel (wie bei Mihr-Narseh) oder weniger (wie bei Kartir und Chosrau). Die überlieferte Vielfalt von Strömungen machen sie noch unsicherer.

#### Weitere grundlegende zurvanistische und zoroastrische Lehren
Bei Plutarch und späteren Autoren ist die Behauptung überliefert, ein kleiner Teil der Magier würden Ahriman anbeten, ein Gerücht, das sich gegen die entfernt verwandte monistische Religion der Jesiden bis heute hält. Für den Jesidismus ist das Gerücht nach heutigem Forschungsstand eindeutig falsch, es widerspricht auch den Grundideen des Zoroastrismus und des Zurvanismus so diametral, dass es auch hier nach Meinung vieler Forscher unglaubhaft ist. Ältere Forscher (auch Zaehner und Widengren) hatten die Meldungen der Quellen hingenommen, nach denen es im armenisch-nordsyrisch-mesopotamischen Raum Magiergruppen gegeben haben könnte, die Ahura Mazda und Ahriman durch Kulte verehrten. Es ist nicht eindeutig zu klären.
Wichtig zum Verständnis des allgemeinen Zoroastrismus ist auch die Lehre des Menok (avest. mainyu), des Spirituellen, Übersinnlichen, und die Lehre des Geti, des Materiellen. Nach Meinung vieler Forscher ist das Materielle als veränderter Aggregatzustand des Spirituellen zu verstehen. Das Spirituelle sei „feinstofflich“ (so Ex-Manichäer Augustinus von Hippo und andere Quellen) und daher nicht vollkommen wahrnehmbar. Dieses Bild ermöglichte es den Zoroastriern, Heerscharen von Engeln, Dämonen und Seelen (Fravaschi) in ihre Religion zu integrieren, ohne sie sehen zu müssen. Dieses substanzhafte, nicht bildliche Denken machte es Außenstehenden oft schwer, die Lehre nachzuvollziehen. Es macht auch Archäologen Probleme, die Feuertempel einem Yazata oder Prinzip zuzuordnen, weil Inschriften oder Bildnisse oft fehlen. Man weiß aus Quellen, dass einige Tempel (der ländliche Kult fand ohne Tempel statt) Spezialkulten geweiht waren. Es gab noch mindestens eine alternative Lehre über die Entstehung des Materiellen aus dem Feinstofflichen. Nach ihr ist alles Materielle eine von Finsternisteilchen „verschmutzte“ Teilchenansammlung, die durch die Neigung der ersten Teilchen zur Unterwelt hin dicht und schwer wird. Diese Lehre findet sich in kleineren Teilen der zoroastrischen Religionsbücher des 9.–11. Jahrhunderts. Man kennt sie auch von einigen gnostischen Sekten Mesopotamiens, den Manichäern, den Mazdakiten, von einigen schiitischen Ismailiten und den schiitischen Qarmaten (die sprachen von der Ära des „hellen Lichts“ und des „dunklen Lichts“ des Materiellen) und aus mehreren christlichen, jüdischen und muslimischen Mystiker-Strömungen. Die Manichäer, offenbar auch die Mazdakiten und einige gnostische und mystische Strömungen schlussfolgerten daraus, dass alles Materielle böse sei. Die Mehrheit der älteren und jüngeren Forscher meint, weil das Avesta und alte Beschreibungen antimaterielle Einstellungen nicht kennen, dass sie vom Buddhismus und asketisch-mönchischen Strömungen des Nahen Ostens beeinflusst wurden.
Späte, oft eher zurvanistische Werke kannten vier Urelemente, aus denen alles bestehen sollte, im Reinzustand oder in Mischungen: Feuer, Wasser, Erde und Luft. Das Avesta kannte daneben noch die Pflanzen und „flüssiges Metall“. In Indien hieß ein Stoff Akascha (Aether), der in einigen Quellen außerhalb oder im Firmament vermutet wurde.
Nach einigen Quellen scheinen die Magier auch Tiere in den zoroastrischen Gut-Böse-Dualismus eingeteilt zu haben. Als böse Tiere galten Raubtiere (außer Haushunden), daneben Spinnen, Schlangen, Skorpione, Ameisen, Echsen, Schildkröten, Füchse u. a. Diese Lehre beschrieb zuerst Herodot, syrisch-christliche Autoren bestätigten sie wesentlich später. Es gab wohl eine Systematik dahinter.
Die Theorie der Weltzeitalter und der endzeitlichen Erlösung, letztere wohl eindeutig im Zoroastrismus erfunden, überliefern die Quellen verschieden. Danach vertraten einige Zurvanisten wie auch die Manichäer die Idee der dreimal 3000 Jahre (Zyklus von 12.000 Jahren der „endlichen“ Zeit) der Weltexistenz. Weil es in vielen orientalischen Gesellschaften Vorstellungen eines goldenen, silbernen und ehernen, erzenen, eisernen bzw. metallischen Zeitalters gibt, vermuteten viele Forscher, dass das die ursprüngliche Form der Weltzeitvorstellung sei. Im heutigen Zoroastrismus wird dagegen die Idee der viermal 3000 Jahre, bestehend aus einem immateriellen, einem materiellen, einem kämpfenden und einem erlösenden Zeitalter, vertreten. Der (bereits von den Babyloniern entdeckte) Zyklus der Präzession, nach dem durch die Präzession eines der zwölf Tierkreiszeichen am Rand des Firmaments mehr als 1000 Jahre (damals ungenau mit exakt 1000 Jahren berechnet) am weitesten ins Firmament hinein ragt, sei das Maß des „Großen Jahres“. Diese heute allgemein als zoroastrisch angesehene Lehre stammt nach Meinung vieler Forscher ursprünglich aus dem Zurvanismus. Sie steht der babylonischen Astrologie sehr nahe und basiert auf einem Schicksalsglauben, der dem Mazdaismus eher fremd ist.

## Strömungen des Zurvanismus

### Der materialistische Zurvanismus
Aus dem Zurvanismus bildete sich schon in sassanidischer Zeit eine Strömung, die in der Forschung für viel Aufsehen sorgte: der materialistische und weitgehend atheistische Zurvanismus. Seine Anhänger waren in Iran unter dem Namen zandik und im arabischen Raum unter dem Lehnwort zindiq oder als dahri bekannt.

#### Die zand-Bewegung

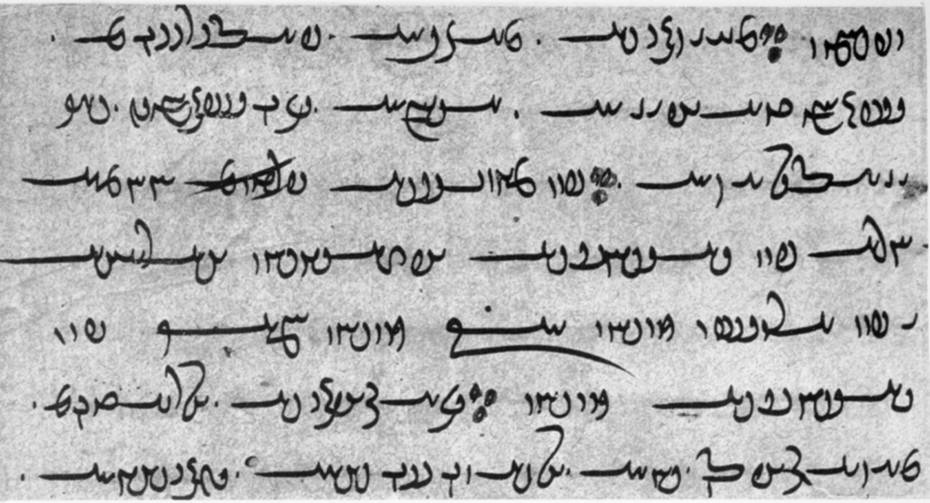
Avestische Schrift (Yasna 28.1). In dieser Schrift wurde seit den Vologaeses das Avesta verschriftlicht, für den zand und triviale Texte gab es die ältere Pahlawi-Schrift.

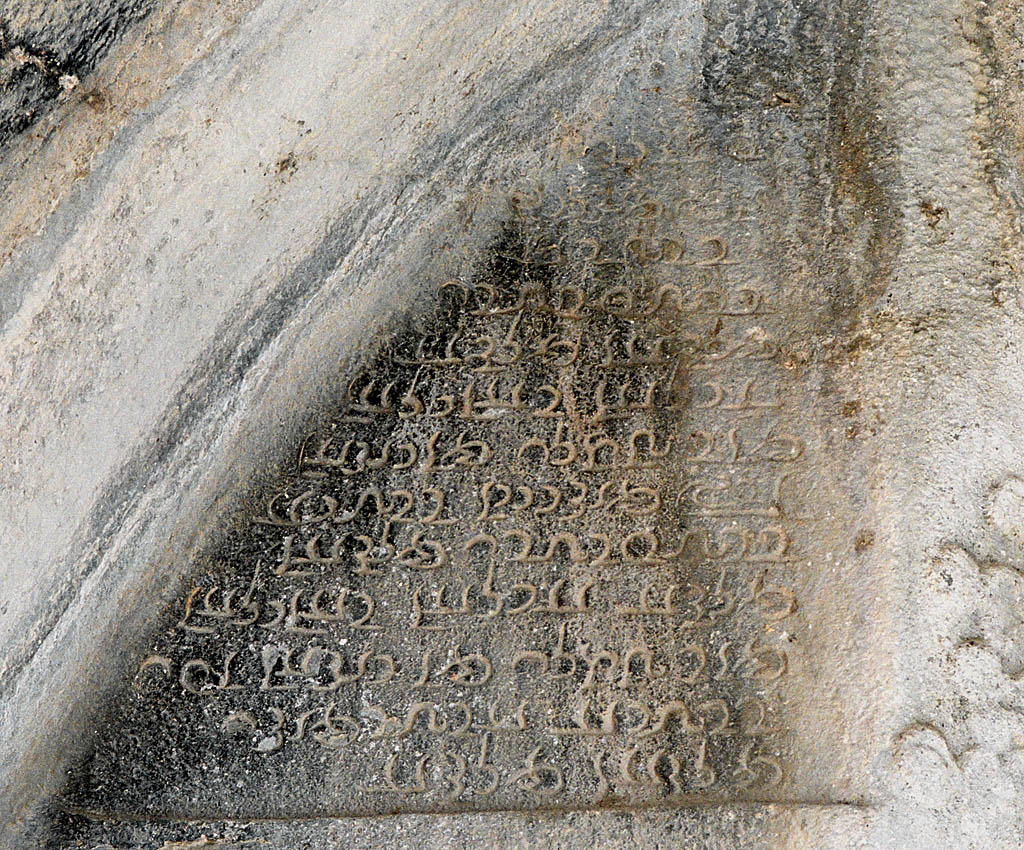
Pahlawi-Schrift (hier die epigraphische Variante). Sie entstand aus der aramäischen Schrift achämenidischer Zeit, wurde aber dem breiteren Lautbestand der mittelpersischen Sprache nicht angepasst, weshalb oft mehrere Aussprachen eines Wortes denkbar sind.

Der iranische Ausdruck zand oder zend wurde von den ersten westlichen Forschern als „Übersetzung“ der alten Lehren in die mittelpersische Sprache (Pahlawi oder Pa-zend) gedeutet und hat sich so auch in dem westlichen Namen Zendavesta erhalten. Aber die frühsassanidische zand bedeutete wesentlich mehr. Zand war eine Übersetzung, Kommentierung und Systematisierung der alten Lehren des Avesta, vergleichbar der jüdischen Kommentartradition (Midrasch) oder muslimischen Korankommentaren (Tafsīr). Der schon seit der Zeit der Parther (etwa seit Vologaeses – unter welchem der parthischen Herrscher, ist unklar), im Denkard angegebene Begriff zend u avesta oder avesta u zend zu dieser Zeit bedeutete also „Avesta und Kommentar“. Wie im Fall der Baraita im Judentum scheinen dabei auch philosophische und wissenschaftliche Lehren der Zeit in die Religion integriert worden zu sein, offenbar aber in wesentlich breiterem Umfang, wie eine Angabe im Denkard über Schapur I. beweist:
Der König der Könige, Schapur, Sohn des Ardeschir, sammelte weiterhin die Schriften der Religion, die in Indien, im Byzantinischen Reich und in anderen Ländern verstreut waren. Sie behandelten Medizin, Astronomie, Bewegung, Zeit, Raum, Materie, Erschaffung, Werden und Vergehen, Qualitätswechsel, Wachsen und andere Prozesse und Organe. Diese fügte er dem Avesta bei und befahl, exakte Abschriften von allen diesen Werken im Königlichen Schatz niederzulegen. Er prüfte (die Möglichkeit), alle Systeme in Übereinstimmung mit dem Mazdaismus zu bringen.
An dem Zitat fällt auf, dass philosophische und wissenschaftliche Ideen der Zeit als Teil der zoroastrischen Religion selbst verstanden wurden. Im Zoroastrismus war neben dem Streben nach Güte und Gerechtigkeit auch das Streben nach Wahrheit ein zentraler Wert, sowohl als „die Wahrheit sagen“ (Herodot), also als Ehrlichkeit, wie auch als Suche nach der Wahrheit, also nach Erkenntnis (wie schon Zarathustra in den Gathas lehrte, „durch die wunderbare Leuchtkraft des einfachen Verstandes“). Forscher vermuteten, dass die „Zandiks“, die sich mit der Kommentierung und Systematisierung der Religion beschäftigten, genau deshalb philosophische Ideen in die Religion integrierten. Viele dieser Theorien waren offenbar nicht iranischer, sondern babylonischer, griechischer und indischer Herkunft, wie im Zitat sichtbar wird. Diese Zandik-Bewegung scheint eine größere Nähe zum Zurvanismus als zum Mazdaismus gehabt zu haben. Noch in den Religionsbüchern des 9.–11. Jahrhunderts erklärten die eher zurvanistischen Werke selbst die nebensächlichsten Phänomene der Natur, der Gesellschaft, des Kosmos, der Heilsgeschichte und anderer religiöser Lehren aus ihren Ursachen. Dagegen haben die eher mazdaistischen Bücher die Tendenz, sie als Glaubenswahrheiten aufzuzählen, ohne sie immer begründen zu müssen. Trotzdem haben auch die Mazdaisten einen Teil der religiösen Lehren, zum Beispiel die Äonenlehre der viermal 3000 Jahre, übernommen.

#### Zandiks und Dahris
Erstmals wird der Ausdruck zandiks in Kartirs Felsinschriften als eine der von ihm verfolgten Religionen erwähnt. Aus mehreren Gründen sind die meisten Forscher hier und bei anderen Textstellen der Meinung, dass noch die Manichäer gemeint waren. Diese hatten eine komplizierte, im Kern zurvanistisch-gnostische Heilsgeschichte unter Beimischung christlicher, jüdischer, buddhistischer, ägyptischer und philosophischer Elemente gebildet, die offenbar als zandik verstanden wurde (und die sich selbst als „Wahre Religion“ propagierte).
In Quellen der frühislamischen Zeit ist dagegen mit dem Ausdruck zindīq (persische Entsprechung: zandik) immer eine strikt materialistische Strömung gemeint, die sich spätestens in mittelsassanidischer Zeit aus der zurvanistischen Zand-Bewegung gebildet hatte. Schon in vorislamischer Zeit scheint sich diese Bewegung oft unter dem Namen dahri auch im arabischen Raum verbreitet zu haben. Noch im modernen Arabischen bezeichnet der Ausdruck dahr die Zeit allgemein (auch Ewigkeit), ebenso einen begrenzten Zeitabschnitt und das Schicksal, also etwa denselben Bedeutungskomplex, den auch das altpers. zrvan (neupers. zaman) und das griechische aion meinen. (Das häufigste arabische Wort für Zeit allgemein ist ein Lehnwort aus dem Neupersischen: zaman.) Dagegen ist ein dahri ein Materialist, ein Atheist, ein Freidenker.
Der wichtigste sunnitische Theologe al-Ghazālī unterteilt philosophisch beeinflusste Menschen in drei Gruppen: Theisten, Naturalisten und Dahris, und schreibt dann:
Die erste Schule, die Dahris, ist eine der ältesten Sekten. Sie verneinen die Existenz eines Schöpfers und Lenkers, der allwissend und allmächtig ist. Sie denken, dass die Welt immer aus sich selbst existierte, wie sie (nun) ist, und dass Tiere immer und immer wieder nur aus dem Schoß von Tieren kamen. So war es (immer), und so wird es immer bleiben. Diese sind die Zandiks.
Mardan-Farrukh, der Autor des mazdaistischen „Schikand-gumanig-vichar“ schrieb darin im 9. Jahrhundert über sie:
Ein anderer Trug (als die reinen Atheisten) sind die Atheisten, die die Nichtexistenz eines heiligen Wesens vertreten, die Dahris genannt werden. Sie geben ihre religiösen Pflichten auf und bemühen sich nicht, gute Taten zu vollbringen. Zu ihren unaufhörlichen Reden des Bösen, dem sie sich in endlosen Diskutierereien verschenken, beachte:
Sie glauben, dass die unendliche Zeit die erste Ursache dieser Welt und aller verschiedener Veränderungen und (Re-)Gruppierungen, in die Mitglieder und Organe und Substanzen zusammengefasst (und auch beschrieben) werden, sei; wie auch (die erste Ursache) der verschiedenen Gegensätze, die zwischen dem einen und dem anderen bestehen und sich zwischen diesen und den Vermischungen des einen mit dem anderen (immer wieder) bilden. (Sie glauben auch,) dass gute Taten nicht belohnt werden, dass keine Strafe auf die Sünde folgt, dass Himmel und Hölle nicht existieren und dass es niemanden gibt, der Gutes und Böses anrechnet
(nach anderen Übersetzungen: übernatürlich verursacht). (Sie glauben auch,) dass alle Dinge materiell sind und Spirituelles nicht existiert… Und diese weltliche Existenz nichts anderes als eine Mischung konkurrierender Kräfte ist.
Die Dahris verneinten also die Existenz alles Spirituellen und folgerichtig auch den zoroastrischen Gut-Böse-Dualismus, die Schöpfung durch Ahura Mazda, das Weltende im Jüngsten Gericht und das Leben nach dem Tod. Das Denkard verdammt ihre Ideen als „uniranisch“. Ein Teil scheint sogar alle religiös gelehrten Veränderungen der Welt abgelehnt zu haben. Der choresmisch-muslimische Universalgelehrte al-Bīrūnī schrieb:
Einige der unerfahrenen und närrischen Leute der Haschwiyya- und Dahriyya-Sekten haben die lange Lebensdauer, die von verschiedenen Stämmen der Vergangenheit, vor allem der Patriarchen vor Abraham, berichtet wird, als unglaubhaft zurückgewiesen. In gleicher Weise betrachten sie als monströs, was über deren Körpergröße berichtet wird. Sie sagen, alles dies läge jenseits der Grenzen der Möglichkeit, und ziehen ihre Schlussfolgerungen von Objekten, die sie in ihrer Zeit beobachten können.
Der Ausdruck Haschwiyya geht wahrscheinlich auf den arabischen Verbstamm haschu- zurück, was „ausfüllen“ heißt, also eine ähnliche Bedeutung hat wie das iranische zand. In dieser wie in anderen Quellen ist von vielen Sekten der Zandiks und Dahris die Rede. Auch sie waren also wohl keine einheitliche Gruppe. Moderne Autoren haben diese aus dem Zurvanismus entstandenen Dahris zum Teil euphorisch als erste breite philosophisch-materialistisch-atheistische Strömung der Menschheitsgeschichte gefeiert, materialistischer und atheistischer, als es die griechische, die indische oder die chinesische Philosophie (von Ausnahmen abgesehen) waren.
Die zahlreichen Angaben in den Quellen lassen vermuten, dass diese Strömungen kein vernachlässigbares Phänomen waren. Doch vollkommen religionslos waren sie offenbar nur zum Teil. Noch der spätmittelalterliche Sufi Dschili schreibt über die Dahris, sie praktizierten keinerlei Anbetung, weil sie an die Unendlichkeit der Zeit glaubten, die sie als göttliche Essenz, als pure Möglichkeit betrachteten, nicht als Schöpfer. Einige von ihnen würden versuchen, sich dieser Essenz in kontemplativen Übungen zu nähern. Einige Sekten scheinen sich also einen Monismus erhalten zu haben. Dass es noch im Spätmittelalter Angaben über sie gibt, zeigt auch, dass sie wesentlich länger als der eigentliche klassisch-religiöse Zurvanismus existierten.
Für die These, dass es unter vorislamischen Arabern Dahris gab, weil einige Stammesverbände, zum Beispiel die Kinda und die Lachmiden, unter sassanidischem Kultureinfluss standen, fanden Forscher einige Quellen. So in Versen der erhaltenen Lieder vorislamischer Sänger.
zum Beispiel von Ham: Aber dem Schicksal kann man nicht zürnen.
Von al-Hansa´: Die Zeit kann man nicht zuweisen. Sie webt allen Anfang und Ende.
Von Imru' al-Qais: Die Zeit lässt Böses auf Gutes folgen
Mit Sicherheit meint auch der Koranvers, Sure 45,24 die Dahris:
Sie sprachen: Es gibt nur unser Leben im Diesseits, wir sterben, und wir leben, und nur die Zeit vernichtet uns.
Es hat sich nur eine (umstritten) authentische Quelle erhalten, die vom Leibarzt Chosraus I. Burzoe stammt, die vermuten lässt, dass er selbst ein Zandik gewesen sein könnte. Burzoe schreibt im Vorwort seiner aus Indien übersetzten Fabelsammlung Kalīla wa Dimna:

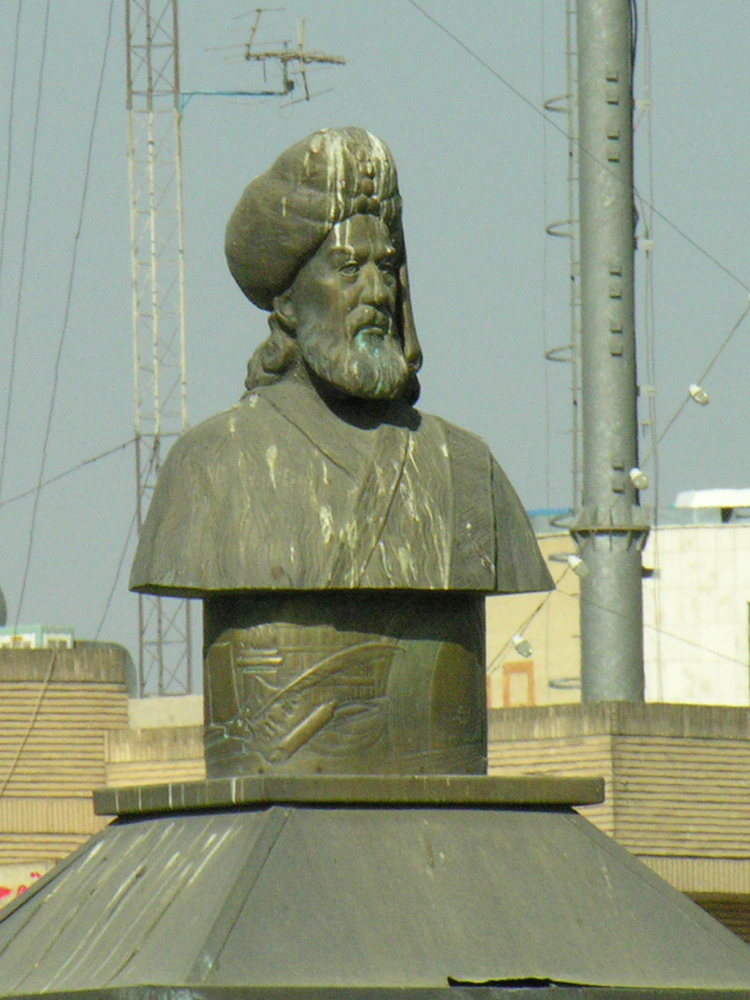
Denkmal des Burzoe/ Bozorgmehr auf dem nach ihm benannten Platz in Isfahan

Nachdem ich somit vorsichtig geworden war, etwas zu glauben, was mich vielleicht ins Verderben stürzen würde, fing ich nochmals an, die Religionen zu untersuchen und dem Richtigen nachzuspüren, fand aber wieder, wenn ich an jemanden eine Frage richtete, keine Antwort darauf, und, wenn er mir auch eine Meinung vortrug, fand ich doch nichts, was nach meinem Urteil verdient hätte, geglaubt zu werden und mir als Richtschnur zu dienen. Da sprach ich: „Das Verständigste ist, mich an die Religion zu halten, in der ich meine Väter angetroffen habe.“ Doch als ich weiter nach einer Rechtfertigung für das Verhalten suchte, fand ich dafür keine und sprach: "Wenn das eine Rechtfertigung ist, so hat auch der Zauberer (Zot), der seine Väter als Zauberer angetroffen hat, eine solche.
Burzoe schließt das Vorwort mit der Erzählung der „Brunnenfabel“, die so zu deuten ist, dass sich ein dem Untergang geweihter Mensch sorglos dem „süßen Honig“ seiner verbleibenden Zeit zuwandte. Die Lehre der Fabel deckt sich mit der Angabe einiger Quellen, nach der die Dahris nicht in Pessimismus verfielen, sondern sich dem diesseitigen Leben widmeten, solange Schicksal und Zeit es erlauben. Vielleicht war Burzoe also ein Zandik, vielleicht nur ein einzelner Denker, den die Vielfalt religiöser Lehren zu antireligiösen, diesseitigen Meinungen trieb, wie Historiker vermuteten.
Auf welchen Wegen die Zandiks zu ihren materiellen Schlussfolgerungen kamen, darüber kann nur spekuliert werden und wurde spekuliert. Es liegt nahe, zu vermuten, dass sie Unbegrenztheit von zrvan akarano (= die unbegrenzte Zeit) als Allmacht und Unendlichkeit von Zeit und Raum konsequent zu Ende dachten. Deshalb könnten sie die Schöpfung und das Weltende abgelehnt haben. Diese These einer zurvanistischen Strömung wurde bis Widengren akzeptiert. Zaehner dagegen sah eine Ähnlichkeit zwischen den älteren Lehren des Empedokles und den Lehren der Zandiks. Er könnte die Zandiks beeinflusst haben. Weil in der indischen Philosophie Zeit (und Raum) die „materia prima (= ursprüngliche Materie) alles kontingenten Seins“ bildet (Zaehner), nicht eine selbstständig handelnde Gottheit, könnten die Zandiks ein unpersönliches, nichtgöttliches Weltprinzip gebildet haben. Zaehner wies auch darauf hin, dass es in der indischen und aristotelischen Philosophie als unmöglich gilt, dass etwas aus dem Nichts entsteht. Vielleicht wurde deshalb die Schöpfung und Weltlenkung abgelehnt. Widengren und Zaehner hatten im Bundahischn und Denkard Passagen entdeckt, in denen alles Existierende und Materielle als synonym zum Gesamtkosmos gilt und als aus Raumzeit gebildet. Das alles erklärt aber noch nicht, wie die Zandiks zur Verneinung alles Spirituellen kamen. Nach Zaehner könnte dem eine Rezeption der Stoff- und Formlehre des Aristoteles zu Grunde liegen, „aber in einer sehr verqueren Art“. Aristoteles gab an, dass alles Stoffliche nur in einer speziellen Form existieren könne. Weil das Feinstoffliche ohne Form ist, existiert es nicht, max. als Teilchen des Gesamtkosmos aus Raum und Zeit. Es bleiben aber Hypothesen.

### Der ästhetische Zurvanismus
Wenige westliche Beschreibungen erwähnen einen Dualismus einiger Zurvanisten, der dem Dualismus des Avesta und des Mazdaismus aus Gut und Böse, Licht und Finsternis, Weisheit und Falschem widerspricht. Zaehner nannte sie „ästhetische Zurvanisten“, deren Grundansichten in wenigen Sätzen in zoroastrischen Religionsbüchern des 9.–11. Jahrhunderts erhalten sind.
Der römische Gegenbischof Hippolyt von Rom schreibt im Werk Wider alle Häresien, das eine christliche Widerlegung der Lehren der Gnostiker und Magier versucht, Zarathustra habe zwei erste Prinzipien vertreten, ein männliches und ein weibliches. Das Männliche sei hell, das Weibliche dunkel (!) und (den älteren Aristoxenos zitierend) die „Teile des Lichtes“ seien heiß, trocken, hell und schnell, die Teile der Finsternis kalt, nass, schwer und langsam. „Das gesamte Universum besteht daraus, dem Weiblichen und dem Männlichen.“ An anderer Stelle schreibt Hippolyt, Zarathustra sage, die Welt sei von „zwei Dämonen“ geschaffen, dem himmlischen und dem terrestrischen. Der terrestrische sei das Wasser, das seine Quelle in der Erde hat und wieder nach unten strebt, der himmlische sei das Feuer, gemischt mit Luft, das (als Licht) von oben kommt und (als Feuer) wieder nach oben strebt. Dass ein Teil der Magier eine Dualität von Männlichem und Weiblichem oder von Feuer und Wasser vertrat, bestätigen syrisch-christliche Quellen. Die Lehre geht nicht auf Zarathustra zurück und ist nicht im Avesta zu finden, denn dort wird das Gute als hell, heiß, nass und lebensspendend, das Böse als dunkel, kalt, trocken, zerstörerisch und (indirekt abgeleitet) steril dargestellt. Es ist eine andere, eventuell außeriranisch beeinflusste Spekulation.
Auch das Denkard sagt: „Alles Entstandene (‚bavischn‘), Reife und geordnet Gebildete ist eine Zusammenführung aus richtigen Anteilen von Wasser, dem Weiblichen, und Feuer, dem Männlichen.“ An anderen Stellen wird der Prozess genau erklärt. Bei der Entstehung des Lebens wird die Lehre auch im heutigen Mazdaismus vertreten, sie ist aber nicht als kosmische Dualität zu verstehen, wie es Hippolyt u. a. Quellen einst beschrieben. Das Wasser gilt hier als eines der Elemente, deren rituelle Reinhaltung zelebriert wird und das im Ritual „Gabe des Wassers“ (Ab-Zohr) gefeiert wird.
In wenigen Fremdbeschreibungen wird ein Wesen Chwasch-Chwarrik (mittelpersisch für „das gerechte Schicksal“; der persische Ausdruck chwarrah / chwarma / chwarenah ist dem indischen „Karma“ verwandt und meint einen „Glücksglanz“, ein individuell glückliches Schicksal) als „Mutter“ von Ohrmazd und Ahriman bezeichnet, Zurvan dagegen als „Vater“. Andere Quellen sprechen vom „Mutterleib/Schoß“ Ohrmazds und Ahrimans. Während die meisten Zurvanisten die Gerechtigkeit und das Schicksal (neben Zeit und Raum) als Aspekte von Zurvan betrachten, scheint eine Strömung eine ursprünglichere Dualität aus einem männlichen und einem weiblichen Urwesen vor der Entstehung von Gut und Böse vertreten zu haben.
Das neupersische Olema-i Islam ist das deutlichste zurvanistische Werk. Es erzählt keinen Zwillingsbrüder-Mythos, bezeichnet aber die Zeit als Urprinzip der Welt und als außerhalb von Ohrmazd und Ahriman stehend (was mazdaistischen Lehren widerspricht). Es steht auch dem ästhetischen Zurvanismus am nächsten. Es behauptet keinen Dualismus von Männlichem und Weiblichem, dagegen die schon von Hippolyt beschriebene ursprüngliche Dualität des himmlischen und des terrestrischen Geistes und von Feuer und Wasser (als „Lippen“ der Zeit). Diese werden aber nicht mit Ohrmazd und Ahriman gleichgesetzt, sondern bestanden schon zuvor, denn „die Zeit brachte Feuer und Wasser zusammen und schuf so Ohrmazd“.
In den Quellen gibt es ein Indiz, das vermuten lässt, die Lehre sei alt-westiranisch. Der gegen den Zoroastrismus polemisierende syrisch-christliche Bischof Theodor bar Konnai beschreibt eine „Sekte des Gayomarth“, des Urmenschen der westiranischen Mythologie (in der ostiranisch-avestischen Mythologie hatte Yima diese Rolle). Angehörige dieser Sekte, auch Gayomardismus genannt, vertraten nach Theodor genau diese aus Zurvan kommende kosmische Dualität eines himmlischen und eines terrestrischen Geistes, aus Männlichem, aus Weiblichem und aus Feuer und Wasser. Weiter sollen sie geglaubt haben, ihre Religion sei die ursprüngliche Religion der Menschen und des Gayomard und auch die ursprüngliche Lehre der medischen Magier, bevor diese die aus dem Osten kommende Lehre des Zarathustra mit dem Avesta übernahmen. Falls die zweite Behauptung einen wahren Kern hat, war die Lehre wohl altmedisch.
Die Iranistik erarbeitete eine weitere Dualität heraus, die wahrscheinlich erklärt, warum Hippolyt das Weibliche mit dem Dunklen identifiziert. Der iranische Dämon Az wird in erhaltenen Teilen des Avesta als Azi („Streben nach“, hier maskulin) als Feind des Feuers und als Verderber von Milch, Fett und dem Chwarma charakterisiert. Der zoroastrisch-mittelpersische Az bedeutet „Sinneslust/Lust/Bedürfnis/Begierde/Wollust“ und gilt als Verderber der Tugend der Schöpfung, als Zerstörer des Rechts und des Guten. Az ist der erste Dämon, den Ahriman auf die perfekte Urschöpfung schickt, und der letzte, der in der Welterlösung gleichzeitig mit Ahriman besiegt wird, er ist also zweiter Hauptfeind der guten Schöpfung und ein Todesdämon. Im (antimateriellen, asketischen und lustfeindlichen) Manichäismus dagegen gilt Az als weibliche Dämonin und „Mutter aller Dämonen“. Sie wird mit der Natur des Weiblichen gleichgesetzt und gilt als die dunkle Dämonin, die die materielle Gestaltwerdung und alle Sünden verursacht. Das Geschlecht von Az in der Pahlawi-Literatur des Zoroastrismus ist unbekannt, weil die Sprache keinen grammatischen Unterschied der Geschlechter kennt. Im Zurvanismus, wie er im Wizidagīhā-ī Zātspram erhalten ist, ist Az ein eventuell weiblicher Erzdämon, der die Fehlbarkeit der Schöpfung verursacht. Es gab also vielleicht eine tendenziell frauenfeindliche Strömung im Zurvanismus, die Tugend und Vernunft dem Männlichen zuordnete, die Sinneslust als Zerstörerin der Tugend dem Weiblichen. Ältere Iranisten vermuteten hier den Ursprung asketisch-gnostischer Strömungen, Zaehner und Boyce sahen im Gegenteil diese Zurvanisten von der Gnosis und vom Buddhismus beeinflusst. Asketische Strömungen in Iran selbst bestätigt das Denkard. Es gab aber auch zoroastrische Strömungen, die im Gegenteil eine hohe Wertschätzung des Wassers, des Weiblichen und der Fruchtbarkeit vertraten. Diese Strömung hatte Verbindungen zum Kult um Anahita, des weiblichen Prinzips des Wassers und der Fruchtbarkeit, oder war mit ihm identisch. Viele zoroastrische Strömungen bildeten offenbar keinen Zusammenhang des Dunklen zum Weiblichen oder zum Wasser.
Weil nur wenige Quellen eine Dualität von Männlichem und Weiblichem, von Feuer und Wasser und von Tugend und Sinneslust beschreiben, schlussfolgerte Zaehner, dass dieser ästhetische Zurvanismus nur eine relativ kleine Strömung im Zurvanismus der Sassanidenzeit bildete.

### Der fatalistische Zurvanismus
Armenisch- und syrisch-christliche Quellen übertrugen zrvan nie als „Zeit“, was die wörtliche iranische Bedeutung ist, sondern als „Schicksal“ oder das individuell gute Schicksal (Chwarma, „Glücksglanz“), was schicksalshafte Eigenschaften des Zurvan suggeriert. Späte muslimische Beschreiber (Schahristani u. a.) beschreiben „allmächtige“ Eigenschaften Zurvans.
Nach muslimischen Historikern, at-Tabarī, Masudi und anderen, fragten mehrere sassanidische Herrscher vor ihren Kriegszügen die Hofmagier nach ihren Erfolgschancen und bekamen von diesen Horoskope über den Stand der Tierkreiszeichen und der Planeten, die das Schicksal vorherbestimmen, als Antwort. Offensichtlich war die babylonische Astrologie am sassanidischen Königshof beliebt. Dieser Glaube an den Glücksglanz, den sassanidische Herrscher beanspruchten (ein Gottesgnadentum), oder an ein vorherbestimmtes Weltschicksal (mpers. „bacht“) widerspricht den Lehren des Avesta und des Mazdaismus, nach denen der Mensch einen freien Willen hat, sich ohne Vorherbestimmung für gute oder schlechte Werke zu entscheiden. In einigen Stellen des Avesta wird dieses Streben nach „guten Gedanken, Worten und Taten“ zum Zentralwert der „Guten Religion“ erhoben. So u. a. in Yasna 45,9: „(Ahura Mazda…) gab dem Menschen den Willen“ (sich für Gutes oder Böses zu entscheiden). Der dualistisch-henotheistische (aktive) Mazdaismus steht den Lehren des Avesta näher als der fatalistische Zurvanismus. Bis heute lehnen Mazdaisten die pessimistische Tendenz des Zurvanismus ab.
Angaben des Denkard über Adurbad, der zur Regierungszeit Schapurs II. Christen und abweichende Sekten verfolgte, ließen Iranisten vermuten, dass er diese Fatalisten, die die Ethik des Zoroastrismus ins Gegenteil verkehrten, verfolgte, aber nicht beseitigte.
Das zoroastrische Menog-i Kh(i)rad steht der fatalistischen Weltsicht am nächsten. Beispiele:
Auch mit Tapferkeit und Stärke der Weisheit und des Wissens [bewaffnet] ist es unmöglich, sich des Schicksals zu erwehren. Manchmal ist etwas vorbestimmt und wird wahr, zum Guten oder zum Gegenteil. Der Weise geht in die Irre, der Irregeleitete wird schlau, der Feigling wird tapfer und der Tapfere feige, der Energische wird faul, der Müßige energisch: Alles, was vom Schicksal vorherbestimmt wurde, beseitigt zum günstigsten Anlass anderes. [So auch,] wenn das Schicksal einem trägen, irrenden („drugvand“) und bösen Menschen hilft. Seine Trägheit wirkt wie Energie, seine falschen Überzeugungen wie Weisheit, sein Böses wie Gutes. Wenn aber das Schicksal einem weisen, anständigen und guten Menschen entgegentritt, wird seine Weisheit zur Lüge und Torheit, sein Anstand zu Unaufrichtigkeit und sein Wissen, seine Tugend (Mannhaftigkeit) und sein Anstand wird nicht belohnt… und:
Die zwölf Tierkreiszeichen sind die Befehlshaber an Ohrmazds Seite. Die sieben Planeten [= Sonne, Mond und fünf bekannte Planeten], wird gelehrt, sind die Befehlshaber für Ahriman. Die sieben Planeten unterdrücken die Schöpfung und geleiten sie in den Tod und zu allen Formen des Bösen. Die zwölf Tierkreiszeichen und die sieben Planeten beherrschen das Schicksal und lenken es.
Diese Zuordnung der Planeten zum Bösen und Zerstörerischen steht auch im Widerspruch zur allgemein zoroastrischen Lehre, nach der sie die obersten Manifestationen des „anfangslosen (ewigen) Lichtes“, des guten und lebensspendenden Ahura Mazda sind, gefolgt von den Sternen, den „unsterblichen (und guten) Seelen“ in Menschen, Tieren und Pflanzen, dem feinstofflich Guten und allen helfenden Prinzipien und yazatas. Die hohe Stellung der Astrologie und des Schicksalsglaubens ist stark babylonisch-assyrisch beeinflusst.
Nach Zaehner war der fatalistische Zurvanismus die populärste Form des Zoroastrismus in sassanidischer Zeit, weil das Schāhnāme des Firdausi, vorwiegend eine Bearbeitung des spätsassanidischen Chwaday-Namag (Herrenbuch), ein aktives Weltschicksal und den „Glücksglanz“ zum Thema des Epos macht. Weil auch viele weitere iranische Erzählungen fatalistisch sind, wurde diese These auch von Jacques Duchesne-Guillemin (Sorbonne) und (vorsichtiger) von Richard Frye (Harvard University) vertreten.
Zaehners Thesen wurden später abgeschwächt. Der Glaube an ein Weltschicksal, einen Glücksglanz und an Konstellationen der Tierkreiszeichen und Planeten widerspricht nicht dem Mazdaismus. Erst, wenn das Schicksal mit Zurvan (Raumzeit) gleichgesetzt wird und als über- oder allmächtige, aktive Instanz des Weltgeschehens beschrieben wird, hat man den fatalistischen Zurvanismus vor sich.